# Acadia Rupes
L'Acadia Rupes è una struttura geologica della superficie di Mercurio.